# Missing Persons (série télévisée)
Missing Persons est une série télévisée américaine en 18 épisodes de 50 minutes créée par Gary Sherman et Peter Lance, produite par Stephen J. Cannell et diffusée du 30 août 1993 au 17 février 1994 sur le réseau ABC.
Cette série est inédite dans tous les pays francophones.

## Synopsis
Une section spéciale du département de la justice de Chicago s'occupe d'affaires concernant des disparitions de personnes. 

## Distribution
- Daniel J. Travanti : Lieutenant Ray McAuliffe
- Erik King : Détective Bobby Davison
- Juan Ramirez : Sergent Carlos Marrone
- Jorja Fox : Officier Connie Karadzic
- Frederick Weller (en) : Détective Johnny Sandowski
- Robert Swan : Dan Manaher
- Paty Lombard : Barbara McAuliffe

## Épisodes
1. Personnes disparues, 1re partie (Missing Persons - Part 1)
2. Personnes disparues, 2e partie (Missing Persons - Part 2)
3. Un Homme nommé Cabe (Cabe… What Kind of Name is that ?)
4. La Loi du Silence (People Don't Talk to Cops, People Lie to Cops)
5. Inimaginable (I Can't Even Imagine)
6. Ma Sœur (That's My Sister, Pal)
7. L'Homme et ses émotions (The Man's an Emotional Termite)
8. La Priorité des uns (Some People's Priorities)
9. Le Manque (I'm Gonna Miss Him, Too)
10. Implication (Sometimes You Can't Help Getting Involved)
11. Voisinage (Right Neighborhood… Wrong Door)
12. Sans issue (How Hard Is It Just to Get Off at the Next Exit?)
13. On ne choisit pas ses parents (If You Could Pick Your Own Parents)
14. Sirène d'alarme (I've Got a Siren !)
15. Mon fils est parfait (My Beautiful Son is Okay)
16. Demande (All They Had to Do Was Ask)
17. Aveux (Tell Me You Didn't Do It… I'll Go to the Wall for You)
18. Confession (What Do You Want… a Signed Confession ?)

## DVD
L'intégrale de la série est sortie en Zone 1 dans le coffret 10 DVD Prime Time Crime : The Stephen J. Cannell Collection le 27 juillet 2010 chez Mill Creek Entertainment.